# Maurice Hochepied
Maurice Louis Hochepied (Lilla, 9 d'octubre de 1881 – Lilla, 22 de març de 1960) va ser un nedador francès que va competir a principis del segle XX.
El 1900 va prendre part en quatre proves del programa de natació dels Jocs Olímpics de París. Allà va guanyar la medalla de plata en la prova dels 200 metres per equips, junt a Victor Hochepied, J. Bertrand, Verbecke i Victor Cadet; mentre en els 200 metres lliures fou cinquè; i setè en els 1000 metres lliures i els 200 metres obstacles. A banda també formà per de l'equip Tritons Lillois, un dels quatre equips francesos en la competició de waterpolo.
Era germà del també nedador olímpic Victor Hochepied.